# Ernest Leffingwell

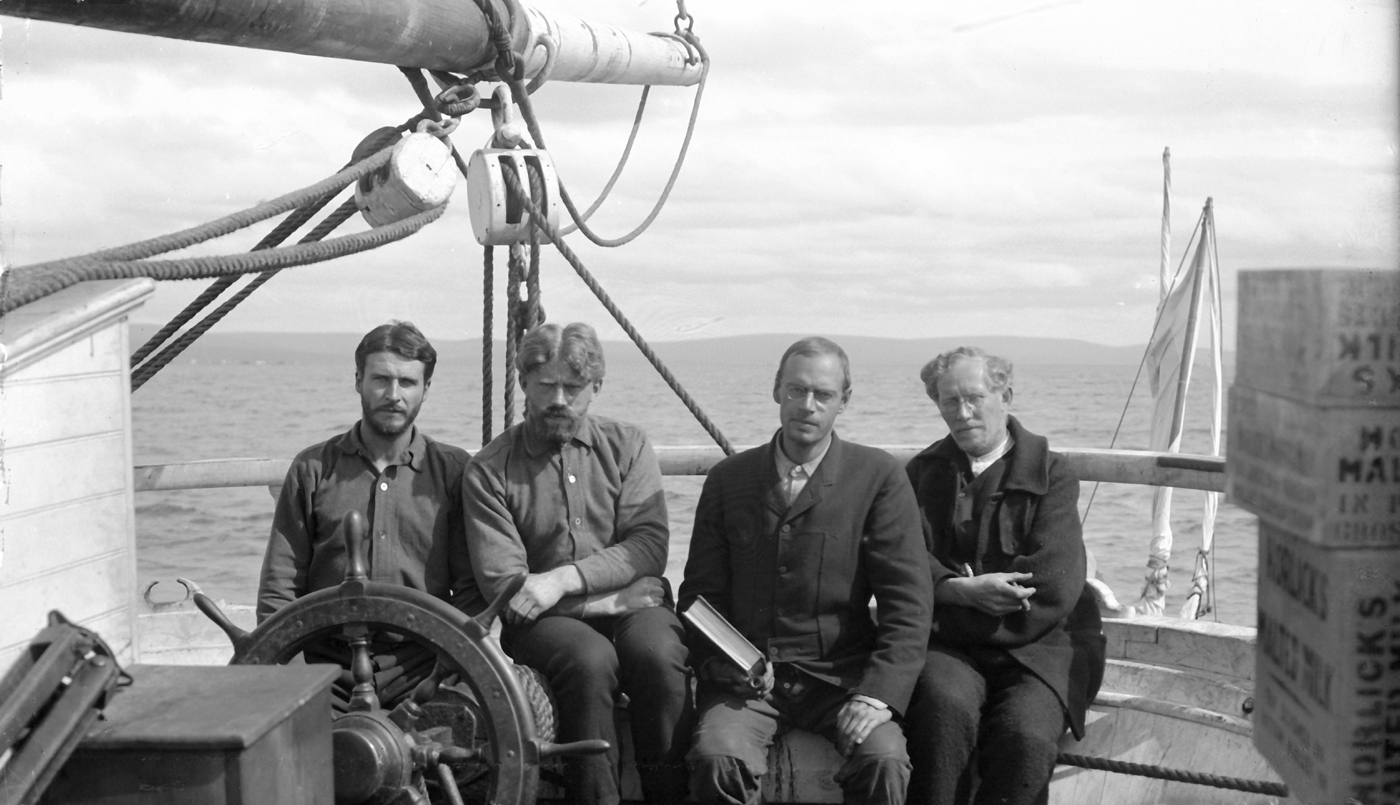
Anglo-American Polar Expedition 1906.(fr vä Ernest Leffingwell, Ejnar Mikkelsen, G. P. Howe, Ejnar Ditlevsen).

Ernest de Koven Leffingwell, född 13 januari 1875 i Knoxville, Illinois, död 27 januari 1971 i Carmel-by-the-Sea, Kalifornien, var en amerikansk geolog och upptäcktsresande. Leffingwell var den förste som skapade en noggrann karta över North Slopeområdet  i Alaska. Han var även den förste som fastslog att Arktis saknar landmassa  och den förste att vetenskapligt beskriva permafrost .

## Biografi
Endast lite finns dokumenterat om Leffingwells liv. Han studerade geologi vid University of Chicago .
1901 deltog Leffingwell i Baldwin-Zieglers polarexpedition från Frans Josefs land. Expeditionen nådde visserligen inte Nordpolen men resan väckte ett intresse för polarforskning.
Under denna expedition träffade han dansken Ejnar Mikkelsen och tillsammans planerade de en ny expedition till området. Målet var att utforska området i Beauforthavet norr om Banks Land. Efter ekonomiskt bidrag av John D. Rockefeller lämnade Anglo-American Polar Expedition med 15 medlemmar Victoria, British Columbia i maj 1906  med kurs norrut. Man nådde fram till Flaxmanön innan fartyget "Duchess of Bedford" fastande i isen och blev sjöoduglig. Fartyget nedmonterades och man byggde ett läger av virket. Mikkelsen lämnade ön 1909 och även övriga deltagare undsattes senare av ett valfångstfartyg. Leffingwell valde att stanna och fortsatte att utforska området. Bortsett korta resor stannade han på ön till 1914 och kartlade området ända från Point Barrow till Demarcation Bay .
Under denna tid utförde han sina undersökningar av permafrosten och hittade även olja nära Prudhoe Bay . Han insåg dock att det inte skulle gå att utvinna med dåtidens teknik.
Leffingwell publicerar några vetenskapliga arbeten över sina forskningar men för övrigt finns ingen ytterligare dokumentation om hans liv.

## Eftermäle
Den 2 juni 1978 utsågs Leffingwells läger till "National Historic Landmark". 
Utifrån Leffingwells studier fortsätter man att söka olja i området och den 12 mars 1968 upptäcks Nordamerikas största oljefyndighet, Prudhoe Bay Oil Field, ca 25 km sydväst om Prudhoe Bay .